# Phytomyza rectae
Phytomyza rectae är en tvåvingeart som beskrevs av Friedrich Georg Hendel 1924. Phytomyza rectae ingår i släktet Phytomyza och familjen minerarflugor.
Artens utbredningsområde är Österrike. Inga underarter finns listade i Catalogue of Life.